# José Carlos Díez
José Carlos Díez Gangas (Palencia, 1971) es un economista español.

## Biografía
Estudió en la Universidad de Alcalá, donde actualmente trabaja como profesor e investigador. También ejerció la docencia en la Icade Business School hasta el verano de 2014. Fue también economista jefe de la sociedad de valores Intermoney. Trabaja como tertuliano en numerosos medios de comunicación como las emisoras de radio Onda Cero y Cadena SER o la cadena de televisión laSexta, y es columnista en el diario El País. Durante el año 2017 se encargó de la ponencia económica del PSOE durante el 39 Congreso del partido.

#### Lua Gestión
José Carlos Díez creó a finales de 2020, junto a Francisco Lombardo, vicepresidente de Asexor; Javier García, socio fundador de Sensum Finanzas; Rafael Garcés, ex director financiero de Audax; Alberto Malvido y José Armando Tellado, CEO de Capsa, un fondo de capital riesgo que más adelante tomaría el nombre de Lua Gestión. Su primer fondo, denominado Lua Fund, se centró en empresas de España y Portugal, en las que invirtió cantidades cercanas a los 5 millones de euros en una cartera de entre 10 y 20 compañías.
En abril de 2023 la Comisión Nacional del Mercado de Valores (CNMV) dio luz verde al fondo Luafund Asturias Growth, un fondo de capital riesgo regional centrado en pymes de entre 20 y 50 empleados del Principado de Asturias con el compromiso de invertir al menos un 51% del fondo en la región. El fondo contaba con el compromiso de Capsa, dueña de Central Lechera Asturiana, el Grupo Caja Rural y el empresario Antonio Catalán, fundador de AC Hotels by Marriot.

## Obra
- Hay vida después de la crisis: El economista observador (2013)
- La economía no da la felicidad: pero ayuda a conseguirla (2015)
- De la indignación a la esperanza: Construir la España del bienestar es posible (2018)